# Rouquayrol-Denayrouze

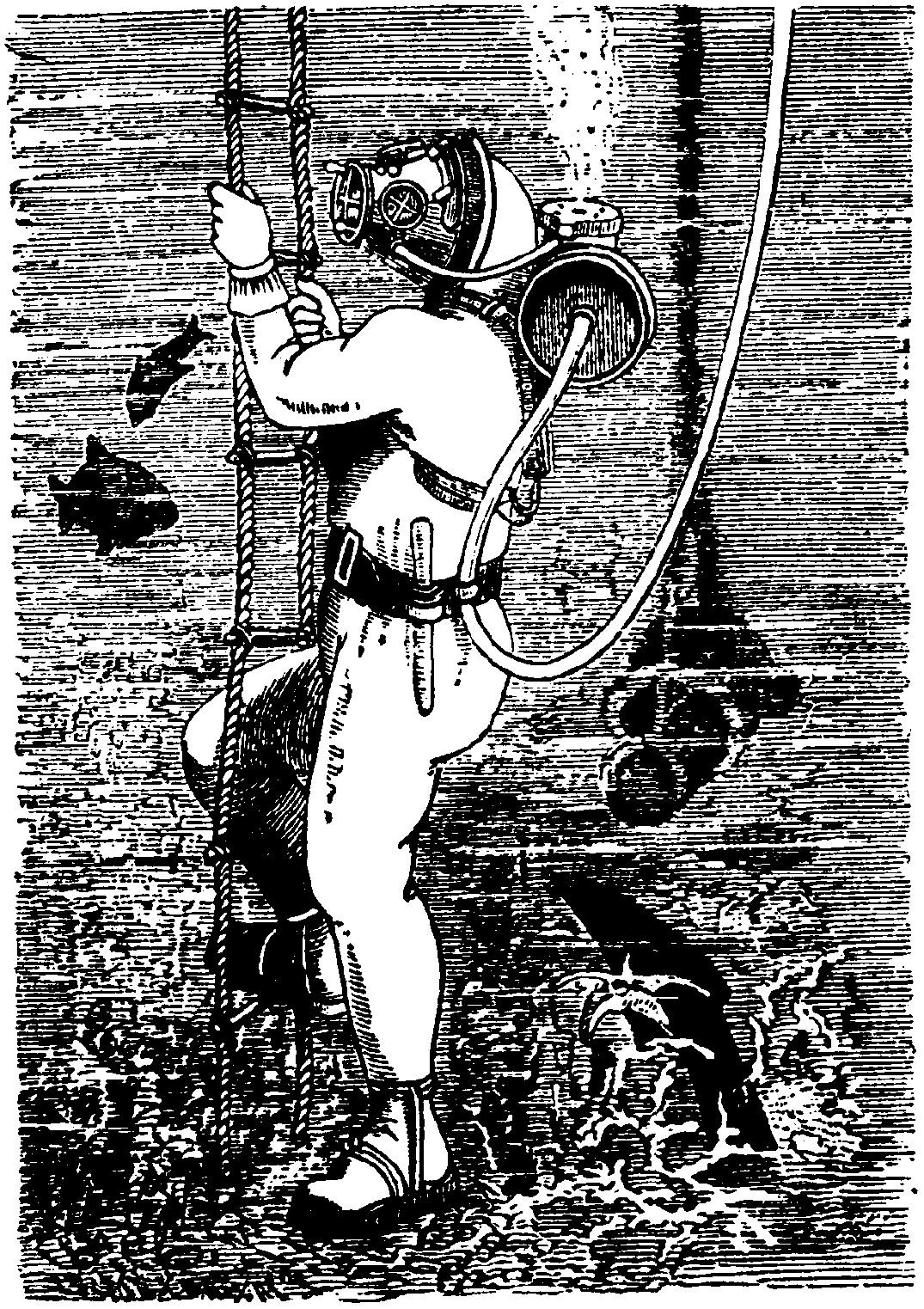
Tauchgerät Rouquayrol-Denayrouze mit „Schweineschnauze“.

Rouquayrol-Denayrouze ist die Bezeichnung für ein Drucklufttauchgerät, welches von 1864 bis weit ins 20. Jahrhundert gebräuchlich war. Es ist benannt nach seinen Erfindern, dem Bergbauingenieur Benoît Rouquayrol, dem Marineoffizier Auguste Denayrouze und seinem Bruder Louis Denayrouze.

## Vorgeschichte
Im Jahre 1860 schloss Rouquayrol die Entwicklung eines Atemgeräts für den Bergbau ab. Dieser Aérophore genannte Apparat diente vorrangig dazu, durch Ansammlungen nicht atembarer Gase in Bergwerksstrecken zu verunglückten Bergleuten vorzudringen. In Zusammenarbeit mit Auguste Denayrouze wurde der Apparat so modifiziert, dass er auch als Tauchgerät eingesetzt werden konnte.

## Technische Elemente
Wesentliche Komponente ist ein Atemregler, welcher aus zwei zylindrischen Druckkesseln aus Blech, einem membrangesteuerten Reduzierventil, einem Atemschlauch mit Mundstück und einem Auslassventil besteht.
Die Atemluft wird mit einem Luftschlauch in den ersten Druckkessel, das so genannte Luftreservoir, gepumpt. Auf diesem Luftreservoir sitzt der zweite Druckkessel, die Luftkammer. Die Oberseite der Luftkammer besteht aus einer Kautschukmembran. Im Inneren der Luftkammer führt von der Mitte der Membran ein Gestänge nach unten zu einem Reduzierventil, das den Luftstrom vom Luftreservoir in die Luftkammer regelt. Der Atemschlauch führt seitlich aus der Luftkammer zum Mundstück, das der Taucher im Mund hält. Eine Abzweigung des Atemschlauchs führt zum Auslassventil (einem Gummilippenventil).
Besonders bemerkenswert ist, dass das Gerät sowohl schlauchversorgt als auch autonom, also ohne Schlauch benutzt werden konnte. Insofern ist der Rouquayrol-Denayrouze der Urahn der heutigen unabhängigen Tauchgeräte, die im Tauchsport gang und gäbe sind.

## Wirkungsweise
Der Taucher trägt das Gerät wie einen Tornister auf dem Rücken.
Je nach Stärke der Pumpe an der Oberfläche befindet sich im Luftreservoir die Luft unter einem Druck, der 3 bis 4 bar über dem Umgebungsdruck liegt. Beim autonomen Gerät trägt der Taucher einen Behälter, in dem die Luft auf 30 bis 40 bar komprimiert ist.
Atmet der Taucher ein, so entsteht in der Luftkammer ein Unterdruck gegenüber dem Umgebungsdruck. Die Membran an der Oberseite gibt diesem Druck nach und wird dadurch nach innen gedrückt. Über das Gestänge wird diese Bewegung an das Reduzierventil weitergegeben, so dass es sich öffnet. Die unter Überdruck stehende Luft im Luftreservoir strömt durch die Luftkammer in den Atemschlauch zum Taucher.
Sobald der Taucher ausatmet, wird die Membran wieder gegen den Wasserdruck nach oben gedrückt und schließt über das Gestänge das Reduzierventil. Die Ausatemluft strömt durch das Auslassventil ins Wasser ab.

## Weitere Ausrüstungsteile
Wenn der Taucher hinreichend Gewicht zur Überwindung des Auftriebs (Bleigewichte und -schuhe) trägt, kann das Gerät im Prinzip ohne weitere Ausrüstungsteile benutzt werden. Jedoch kann sein Gebrauch erleichtert werden:

### Nasenklemme
Das Atmen nur durch den Mund bei offener Nase erfordert viel Übung. Daher konnte der Taucher eine Nasenklemme tragen, die das Einatmen ausschließlich durch den Mund ermöglichte.

### Augenschutz
Mit bloßem Auge vermag der Mensch unter Wasser nicht scharf zu sehen. Außerdem greifen Seewasser oder Kalk bei Mauerarbeiten die Augen auf die Dauer stark an. Daher konnte der Taucher eine Brille tragen, die der heutigen Schwimmbrille ähnelt.
Alternativ konnte sich der Taucher auch einen Helm mit Sichtfenster aufsetzen. Dabei atmete er aber weiterhin durch den Schlauch. Ein Austausch der Luft im Helm fand nicht statt.
Schließlich gab es zu dem Gerät auch zwei Arten von Vollmasken. Ein Modell bestand aus einer Gummimaske, die vom Kinn bis fast auf den Hinterkopf reichte, auch die Ohren bedeckte. Vor jedem Auge befand sich ein kleines Glasfenster; der Schlauch war fest mit der Maske verbunden. Das zweite Maskenmodell bestand aus Metall und hatte ein oder mehrere Fenster. Es wurde vom Taucher vor dem Gesicht getragen, ähnelte einem halbierten Taucherhelm und hieß im Jargon „le groin“ (Schweineschnauze)
Ab 1867 gibt es auch einen richtigen Taucherhelm. Unverändert blieb es jedoch bei dem Mundstück im Mund des Tauchers.

## Vor- und Nachteile in der Handhabung
Dieses Prinzip, bei dem der Taucher nicht die Luft im Helm atmet, sondern laufend Frischluft direkt in den Mund erhält, wird in zeitgenössischen Quellen als französisches Tauchgerät (hier: FTG) bezeichnet, im Gegensatz zum englischen Tauchgerät (hier: ETG) mit freier Helmatmung. Während die Taucher beim ETG in der Frühzeit mit erheblicher Anreicherung von CO2 in der Atemluft zu kämpfen hatten, blieb der CO2-Gehalt beim FTG auf dauerhaft niedrigem Niveau.
Schwierig war die Tarierung des Tauchers. Beim ETG strömt dauerhaft Luft in den Anzug, die der Taucher von Zeit zu Zeit ablassen muss. Das FTG funktioniert hier sozusagen umgekehrt. Um Luft in den Anzug zu bekommen, muss der Taucher ihn sozusagen aufblasen, indem er aus dem Schlauch einatmet und in den Anzug ausatmet.
Ein weiteres Problem ergab sich, wenn der Taucher in ungewohnten Körperpositionen arbeiten musste. Lag er auf dem Bauch, so musste der Taucher stärker am Atemschlauch saugen, ehe genügend Unterdruck in der Luftkammer entstand, damit Luft aus dem Luftreservoir nachströmte. Andersherum kam mehr Luft als dem Taucher lieb war, wenn er sich in einer Position befand, bei der das Tauchgerät sich tiefer befand als er selbst.

## Bedeutung für die Entwicklung der Tauchtechnik
Trotz seiner Nachteile war das Gerät zu seiner Zeit ein technischer und wirtschaftlicher Erfolg. Die französische Marine beschaffte es in größeren Stückzahlen und auch in der Schwammtaucherei wurde es vielfach verwendet. Geradezu revolutionär war das autonome Modell des Tauchgeräts. Zwar waren wegen des geringen Überdrucks im Vorratstank Tauchtiefe und -zeit begrenzt, jedoch dauerte es bis 1911, ehe das Drägerwerk ein konkurrenzfähiges schlauchloses Helmtauchgerät herausbrachte.
Jules Verne ließ es sich nicht nehmen, in seinem Roman 20.000 Meilen unter dem Meer von 1870 die Besatzung der Nautilus mit den Geräten Rouquayrol-Denayrouze „auszustatten“. Die Produktion der Rouquayrol-Denayrouze Geräte wurde erst 1922 eingestellt, rund 1.500 Einheiten wurden gebaut. Das Musée du Scaphandre in Espalion im Département Aveyron, der Wirkungsstätte Rouquayrols und der Gebrüder Denayrouze, bewahrt die Erinnerung an die Geräte und ihre Erfinder.